# Helina grisea
Helina grisea är en tvåvingeart som beskrevs av Malloch 1934. Helina grisea ingår i släktet Helina och familjen husflugor. Inga underarter finns listade i Catalogue of Life.